# Tokyo DisneySea
O Tokyo DisneySea (東京ディズニーシー) é um parque temático de 71,22 ha no Tokyo Disney Resort, localizado em Urayasu, Chiba, Japão, perto de Tóquio. Ele abriu em 4 de setembro de 2001. É propriedade da The Oriental Land Company, que licencia os personagens e temas da The Walt Disney Company. O Tokyo DisneySea atraiu cerca de 14 milhões de visitantes em 2013, tornando-o o quarto parque temático mais visitado do mundo. O Tokyo DisneySea foi o segundo parque temático aberto no Tokyo Disney Resort e o nono parque dos onze parques mundiais da Disney. O Tokyo DisneySea foi o parque temático mais rápido no mundo a atingir a marca de 10 milhões de visitantes, fazendo isto em 307 dias após sua abertura. O recordista anterior era a Universal Studios Japan com 338 dias após a abertura. O Tokyo DisneySea é também o parque temático mais caro já construído, com um custo estimado de mais de US$ 4 bilhões. O Tokyo DisneySea e seu vizinho Tokyo Disneyland são os únicos parques da Disney no mundo que não pertencem a The Walt Disney Company.

## Dedicatória
Bem-vindo ao mundo onde a imaginação e a aventura embarcam. O Tokyo DisneySea é dedicado ao espírito de exploração que vive em cada um de nós. Aqui nós vamos traçar uma rota para a aventura, romance, descobertas e divertimento em uma jornada para os exóticos e fantasiosos Ports of Call. Que o Tokyo DisneySea inspire os corações e mentes de todos nós que compartilhamos o planeta da água, a Terra.— Michael D. Eisner, 4 de setembro de 2001

## Conceito
O Tokyo DisneySea tem um tema geral de exploração náutica. A ideia para o parque surgiu de uma proposta para construir um segundo parque temático no sul da Califórnia chamado de "DisneySeas", em Long Beach, California. No entanto, a ideia foi abandonada depois que a empresa passou a enfrentar problemas financeiros com o projeto da Euro Disney. Mais tarde a ideia foi passada para a Oriental Land Company  para expandir seu resort. Ao contrário da Tokyo Disneyland, a intenção geral era criar um parque temático mais adulto, incluindo atrações mais rápidas e assustadoras e shows projetados para um público mais velho. Na época em que o Tokyo DisneySea abriu em 2001, seu conceito e projeto esteve em desenvolvimento na Walt Disney Imagineering por mais de 20 anos.

## Disposição
Há sete áreas temáticas ou "ports of call". A entrada para o parque é o Mediterranean Harbor, que se abre para mais seis portos temáticos: American Waterfront, Lost River Delta, Port Discovery, Mermaid Lagoon, Arabian Coast, and Mysterious Island.

### Mediterranean Harbor

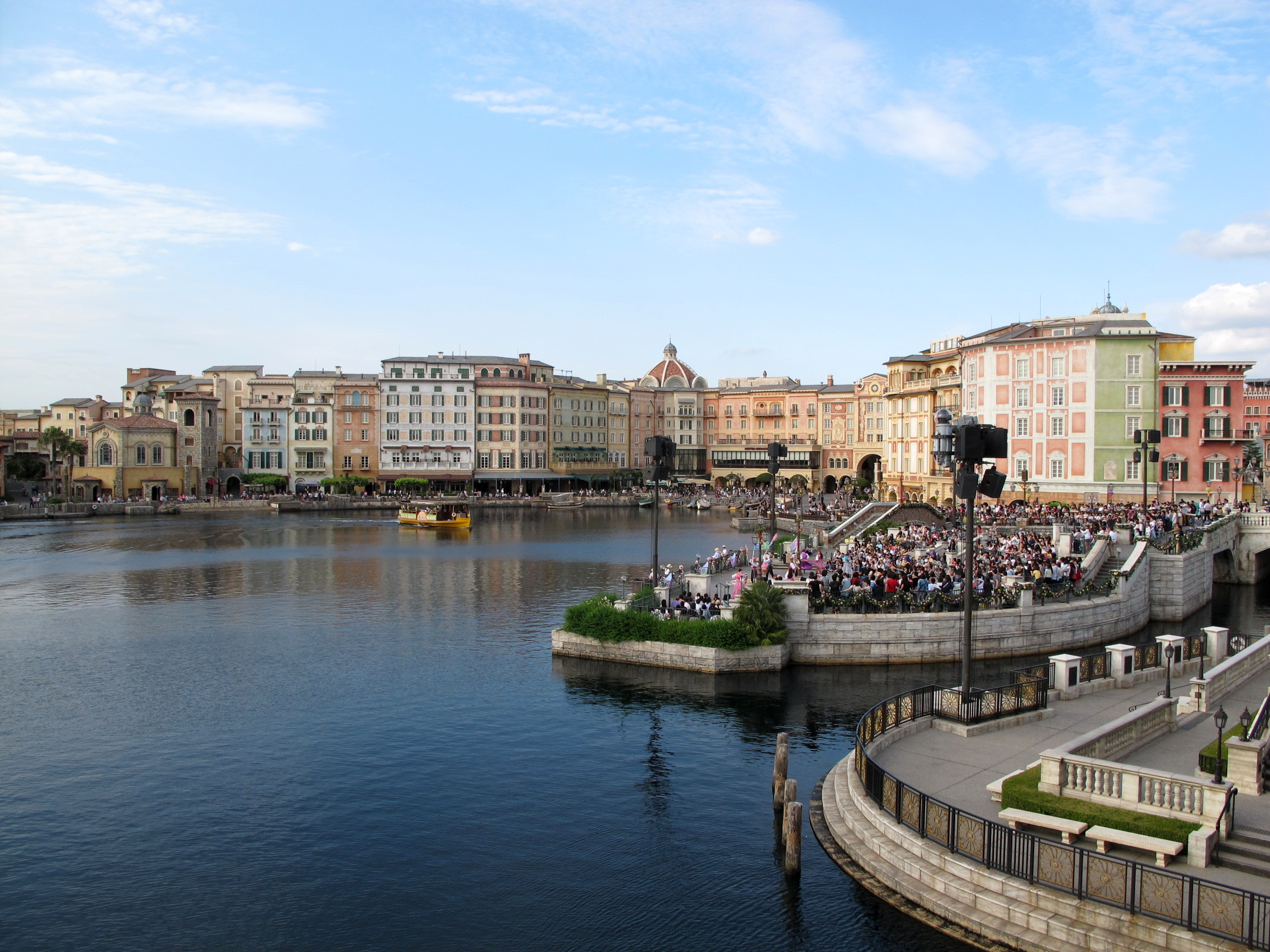

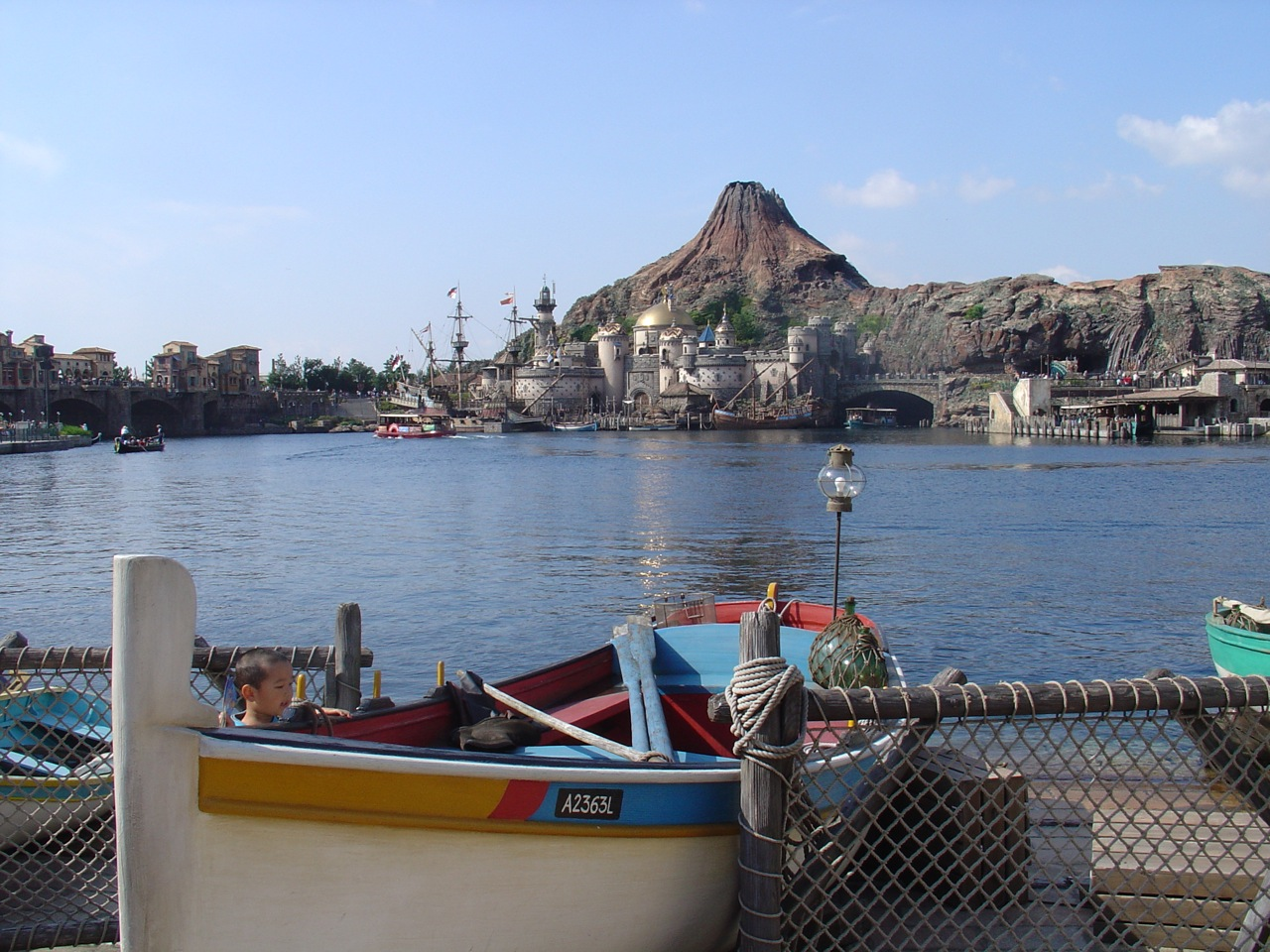

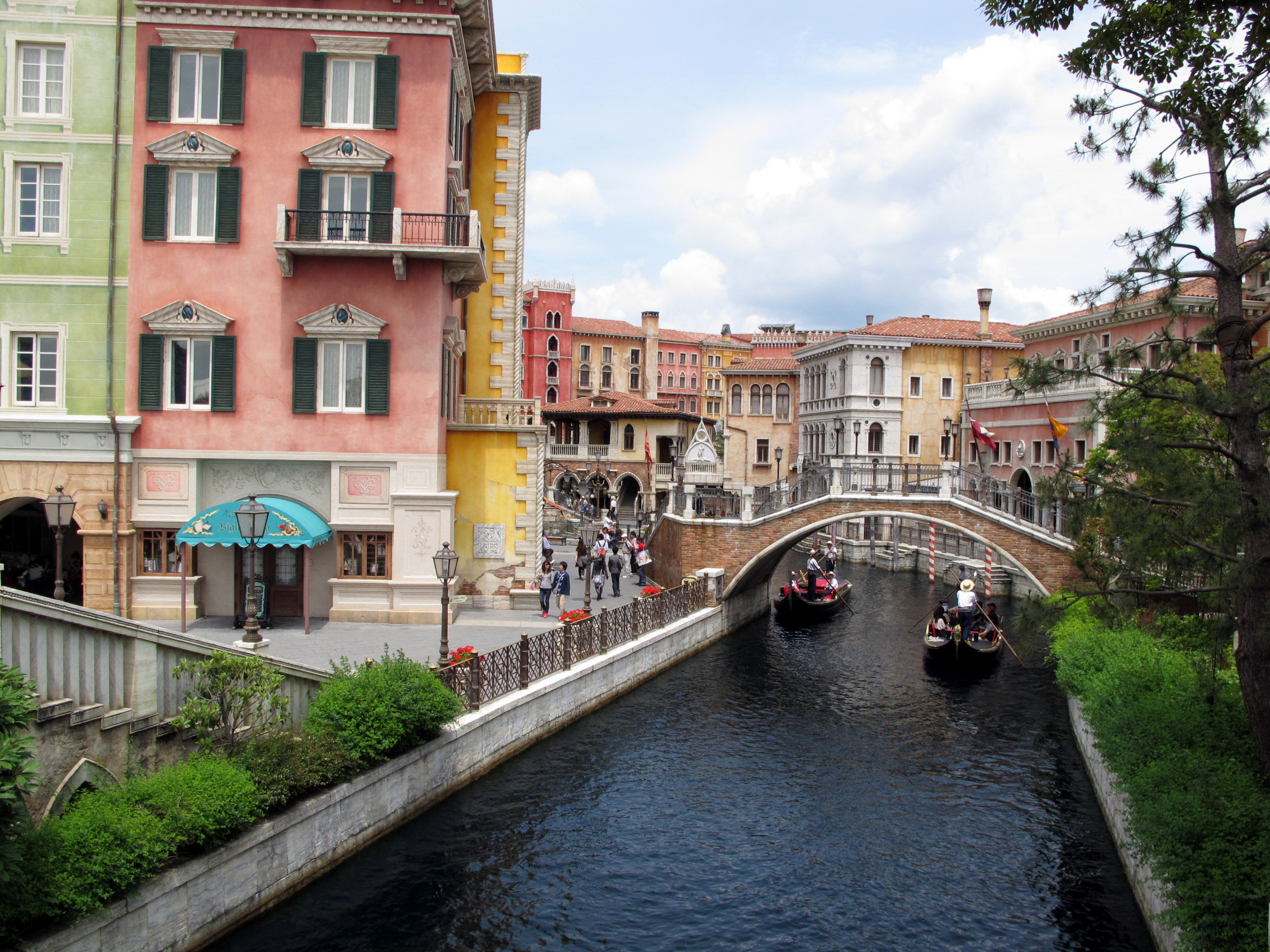
Recriação de Veneza

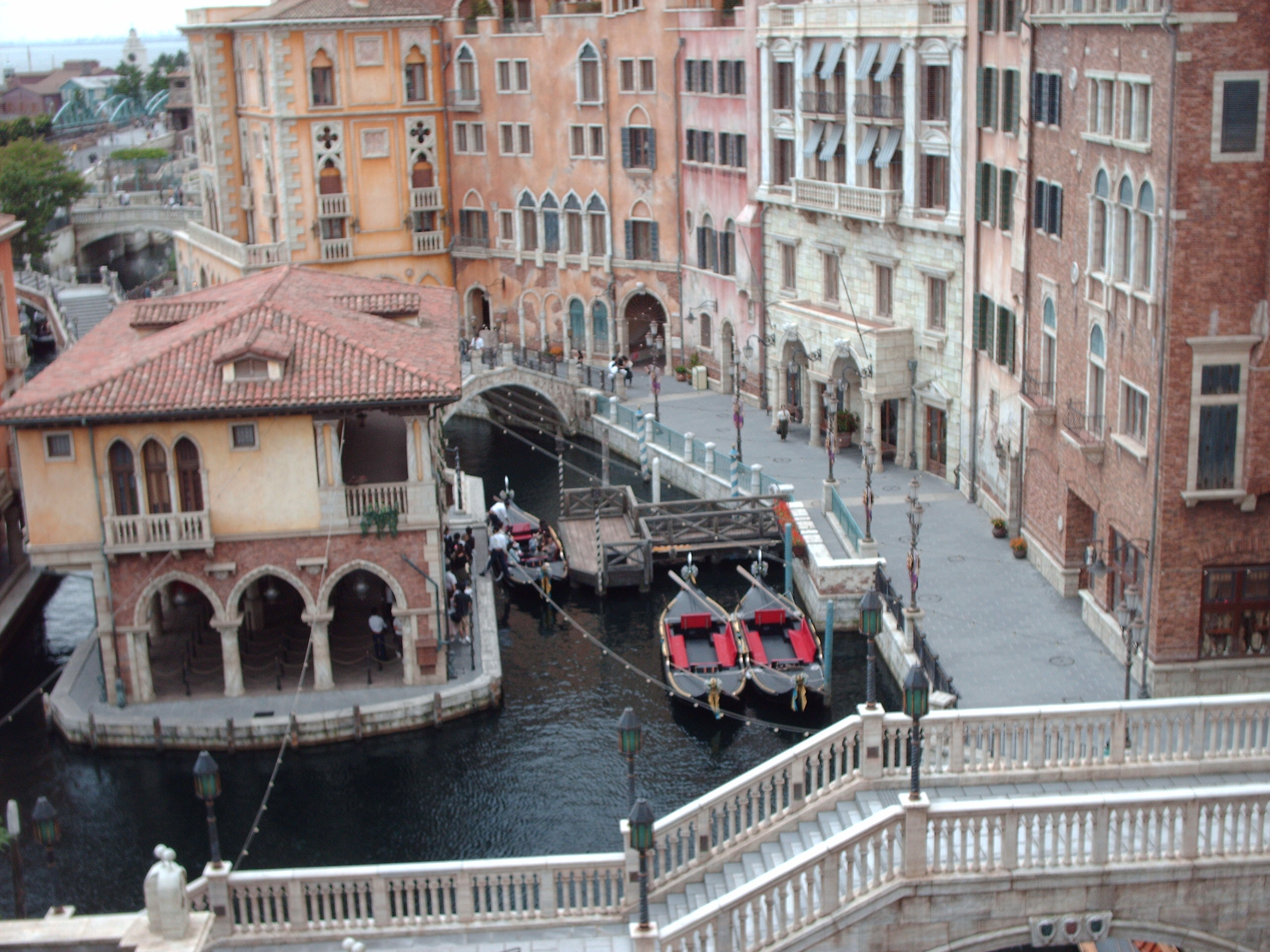

O Mediterranean Harbor é a entrada para o "port-of-call" e tem uma temática de cidade portuária italiana, completada com as Venetian Gondolas nas quais os visitantes podem passear. Várias lojas e restaurantes estão espalhados pelo porto. A disposição do Mediterranean Harbor difere das "terras" de entrada de outros parques da Disney com a sua grande forma de "V" ao invés de uma rua principal que leva a um centro (como é visto na Main Street, U.S.A. da Disneyland ou a "Avenue of the Stars" do Disney's Hollywood Studios'). Se partir para a direita, o caminho leva à Mysterious Island, enquanto seguindo para a esquerda, o caminho leva para o American Waterfront. Construído na arquitetura de seu porto está o Tokyo DisneySea Hotel MiraCosta. O próprio hotel serve como uma reprodução em grande escala de vários prédios dos portos de Portofino e Veneza. A escolha do projeto de combinar um hotel real dentro das áreas do parque temático ajuda a aumentar a ilusão que se está na verdadeira cidade. Visto que o hotel é um prédio em funcionamento (ao invés de uma 'fachada de mentira' – o padrão geral nos projetos dos parques temáticos), seus hóspedes que podem espiar dos quartos do hotel, das varandas e terraços adicionam um nível quase surreal de autenticidade como uma autêntica vila italiana para os visitantes do parque, enquanto os hóspedes aproveitam a vista do porto. Além disso, o Hotel MiraCosta também serve como borda sul do parque. O Mediterranean Harbor também apresenta atrações como a Fortress Explorations, que é uma área interativa em larga escala e meticulosamente enfeitada que conta com atividades e atrações com tema de exploração, The Legendo f Mythica, um show de 25 minutos de duração localizado no porto, e Fantasmic!, que estreou em 28 de abril de 2011, como parte da celebração de 10 anos do parque, "Be Magical!" um espetáculo noturno que se situa no porto e usa barcos especiais, fontes, efeitos pirotécnicos, personagens da Disney e fogos de artifício.

### Mysterious Island

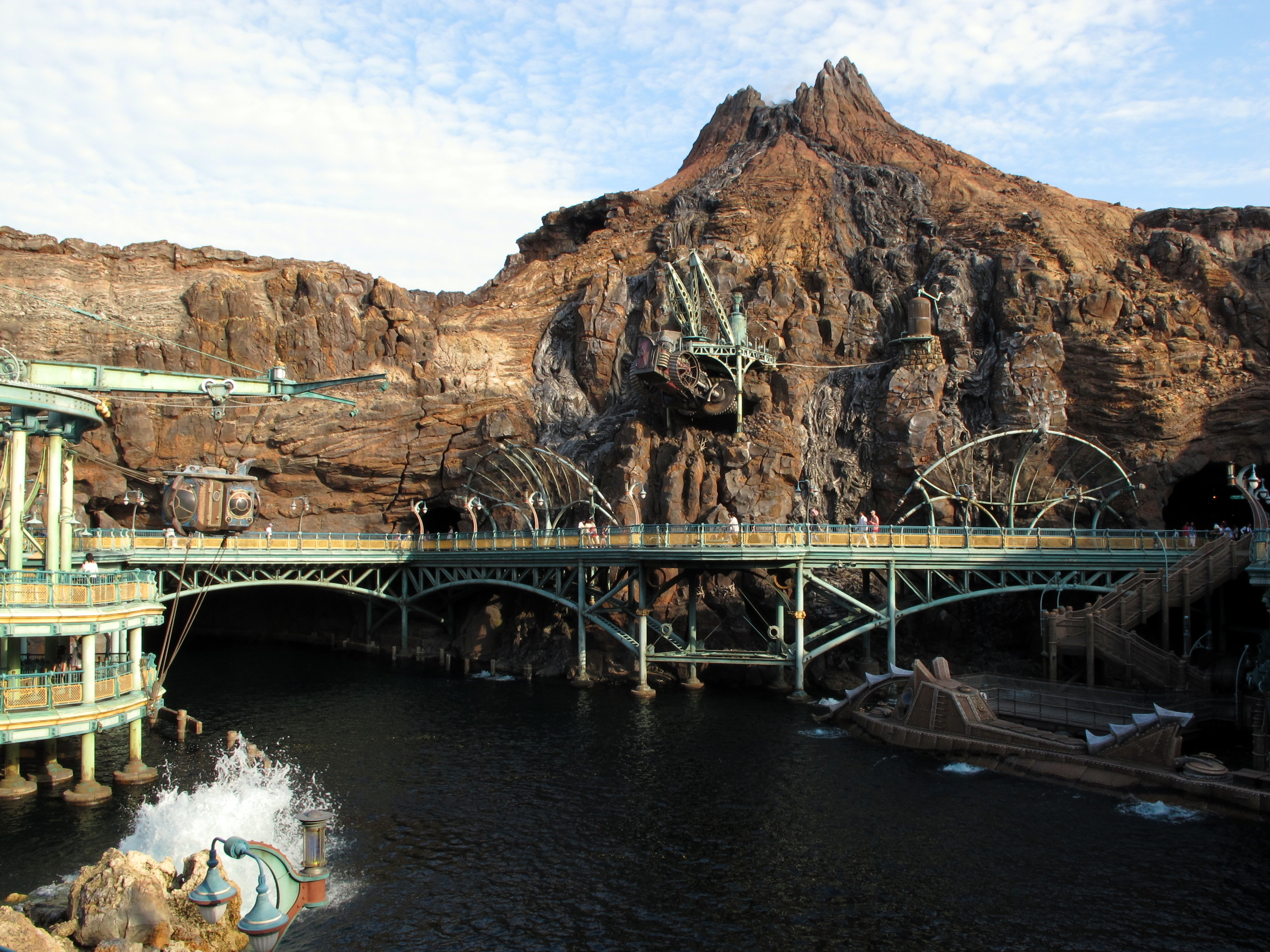
Uma caminhada em Mysterious Island

A Mysterious Island é um "port-of-call" dentro do Monte Prometheus, o vulcão gigante que é o símbolo e mais imponente estrutura do parque. Ele se baseia nas histórias de Jules Verne e, especificamente, na mitologia da fortaleza vulcânica mencionada algumas vezes nos livros chamados de "Vulcania". A atração The Mount Prometheus  emprega uma tecnologia semelhante ao Test Track do Epcot. O menor "port of call", no entanto ele possui as duas atrações mais populares: "Journey to the Center of the Earth", um passeio emocionante, e "20,000 Leagues Under the Sea", uma atração no escuro. Apesar de parecer um vulcão na água, a Mysterious Island na verdade não é uma ilha. Ela é construída do lado do Monte Prometheus, que é parte do edifício das duas atrações. A arquitetura neste porto é de estilo vitoriano, visto que todas as histórias de Jules Vernes apresentadas aqui ocorrem nesta época.

### Mermaid Lagoon

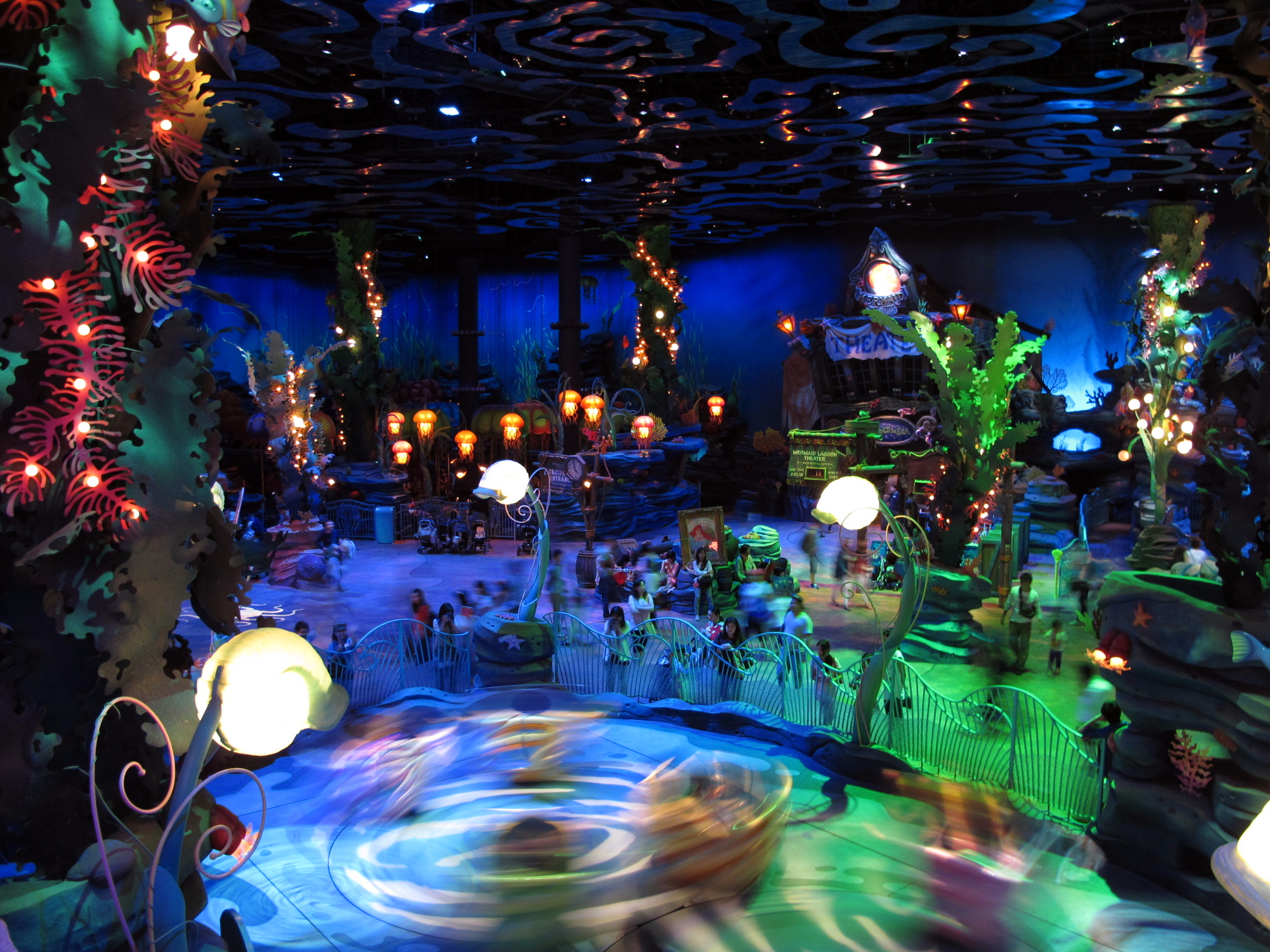
Mermaid lagoon

A Mermaid Lagoon abriga os personagens de A Pequena Sereia. A fachada é feita para parecer com o Palácio do Rei Tritão e apresenta uma arquitetura fantasiosa inspirada em conchas. Este "port of call" é único na medida que é em espaço coberto e recria a sensação de estar embaixo da água. A maioria das atrações nesta área são voltadas para as crianças mais novas. As principais atrações neste "port of call" sãoa  Flounder's Flying Fish Coaster; Scuttle's Scooters; Jumpin' Jellyfish; Blowfish Balloon Race; The Whirlpool, todas sendo atrações para crianças. Também nesta área estão o Playground da Ariel, que é um playground infantil e uma atração que recria os vários cenários do filme; e o Mermaid Lagoon Theater que abriga o 'Under the Sea', um show musical com atores ao vivo, fantoches em grande escala e audioanimatrônicos que recriam a história da Pequena Sereia. Os visitantes também podem tirar fotografias com a Ariel no Ariel's Greeting Grotto.

### Arabian Coast

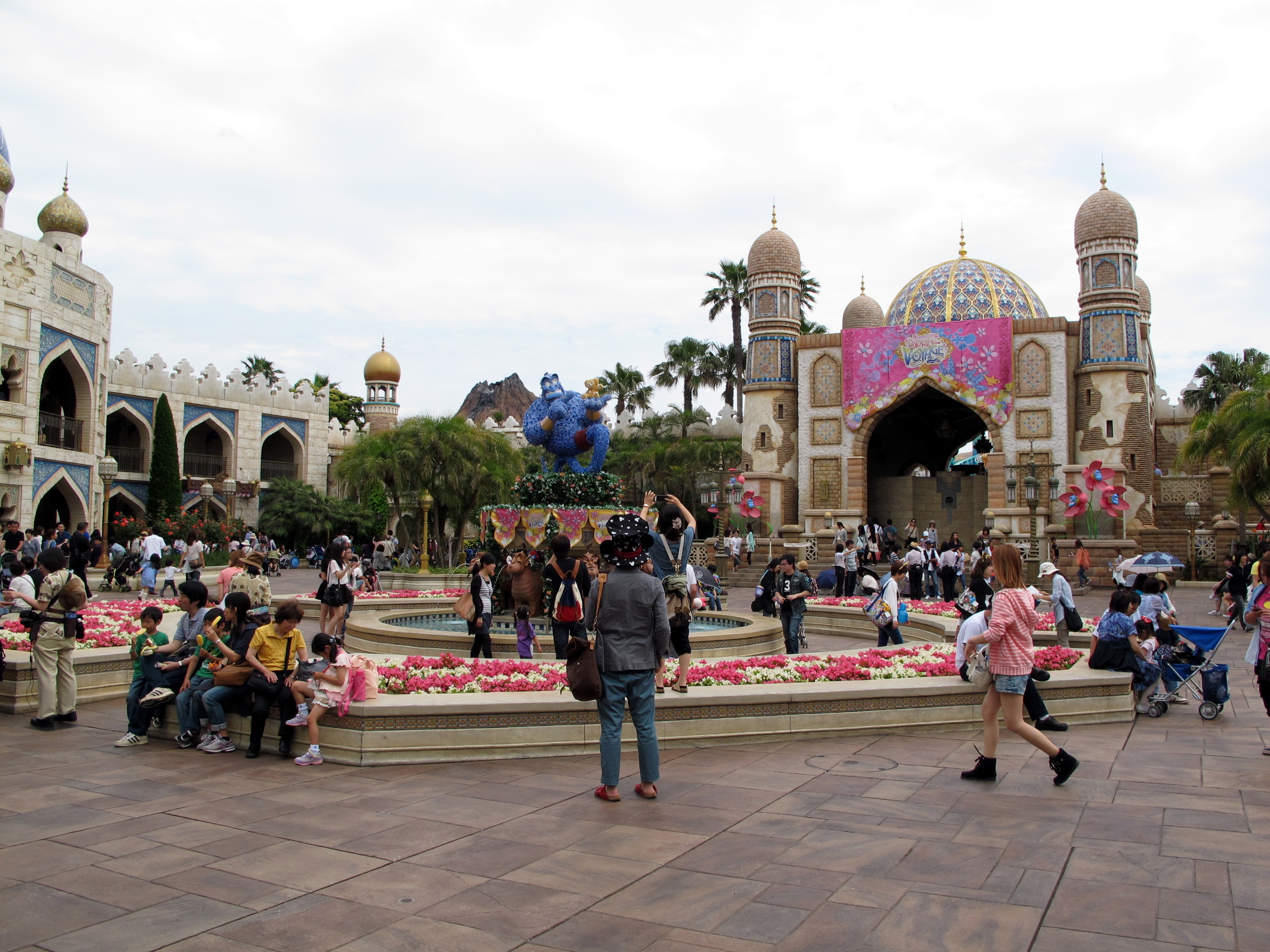
Edifício na área do Arabian Coast

Este "port of call", assim como o Mermaid Lagoon tem como tema um filme com personagens da Disney, Aladdin. Ele recria um porto árabe exótico combinado com um "mundo encantado das 1001 noites". Há três atrações nesta terra: Sindbad's Storybook Voyage, uma atração com barcos cuja arte parece (à primeira vista) uma variação de "it's a small world" (com sua própria canção tema composta por Alan Menken), mas na verdade acaba ultrapassando os feitos técnicos do clássico Pirates of the Caribbean; Caravan Carousel, um carrossel de dois andares que comporta mais de 190 passageiros; e o Magic Lamp Theater, que abriga um show mágico baseado em atores ao vivo e animatrônica com um filme 3D apresentando o Gênio. Um grande restaurante que serve comida do Oriente Médio, Índia e curry ao estilo japonês está no centro.

### Lost River Delta

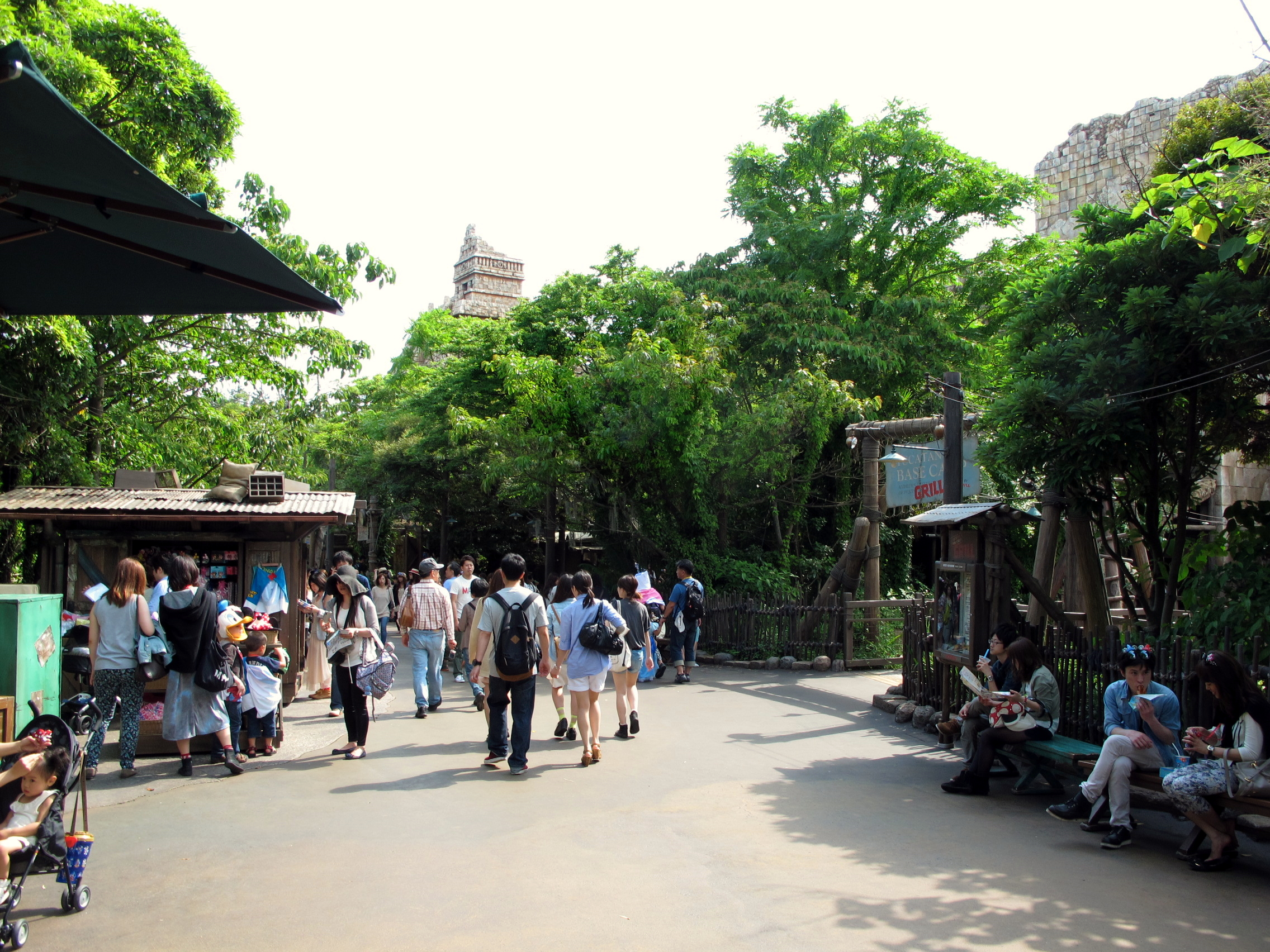
Madagascar

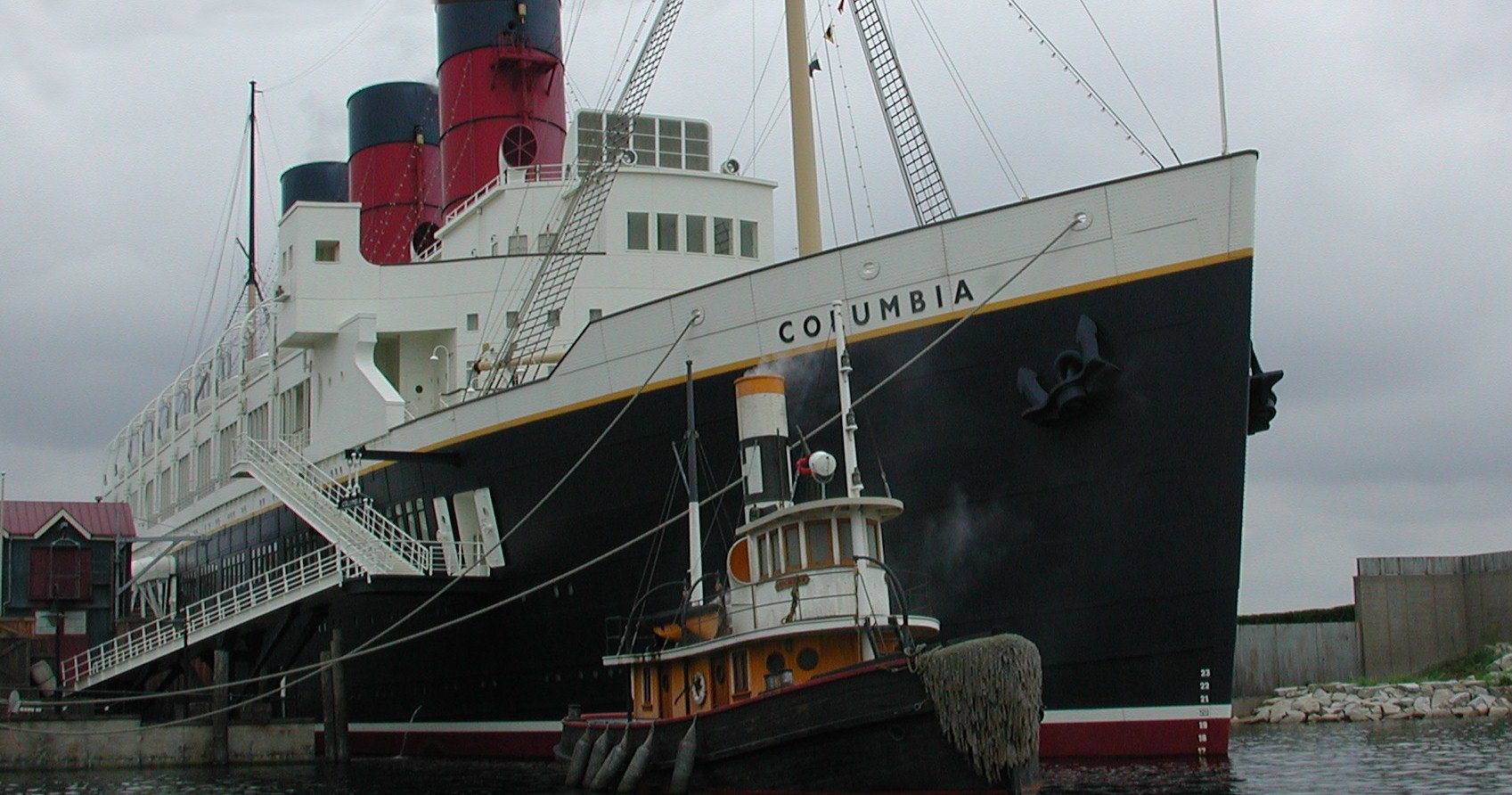
Madagascar

Localizado na parte de trás do parque, a estrutura dominante neste "port of call" são as ruínas de uma pirâmide azteca antiga que abriga a atração no escuro Indiana Jones® Adventure: Temple of the Crystal Skull. Também se localiza na Lost River Delta o DisneySea Steamer Line, que transporta os visistantes de volta para Mediterranean Harbor; 'Mystic Rhythms', um show de teatro ao vivo que ocorre em um hangar abandonado que foi invadido pela floresta, e Raging Spirits, uma montanha-russa com looping situada nas ruínas de um antigo local de cerimônias.

### Port Discovery

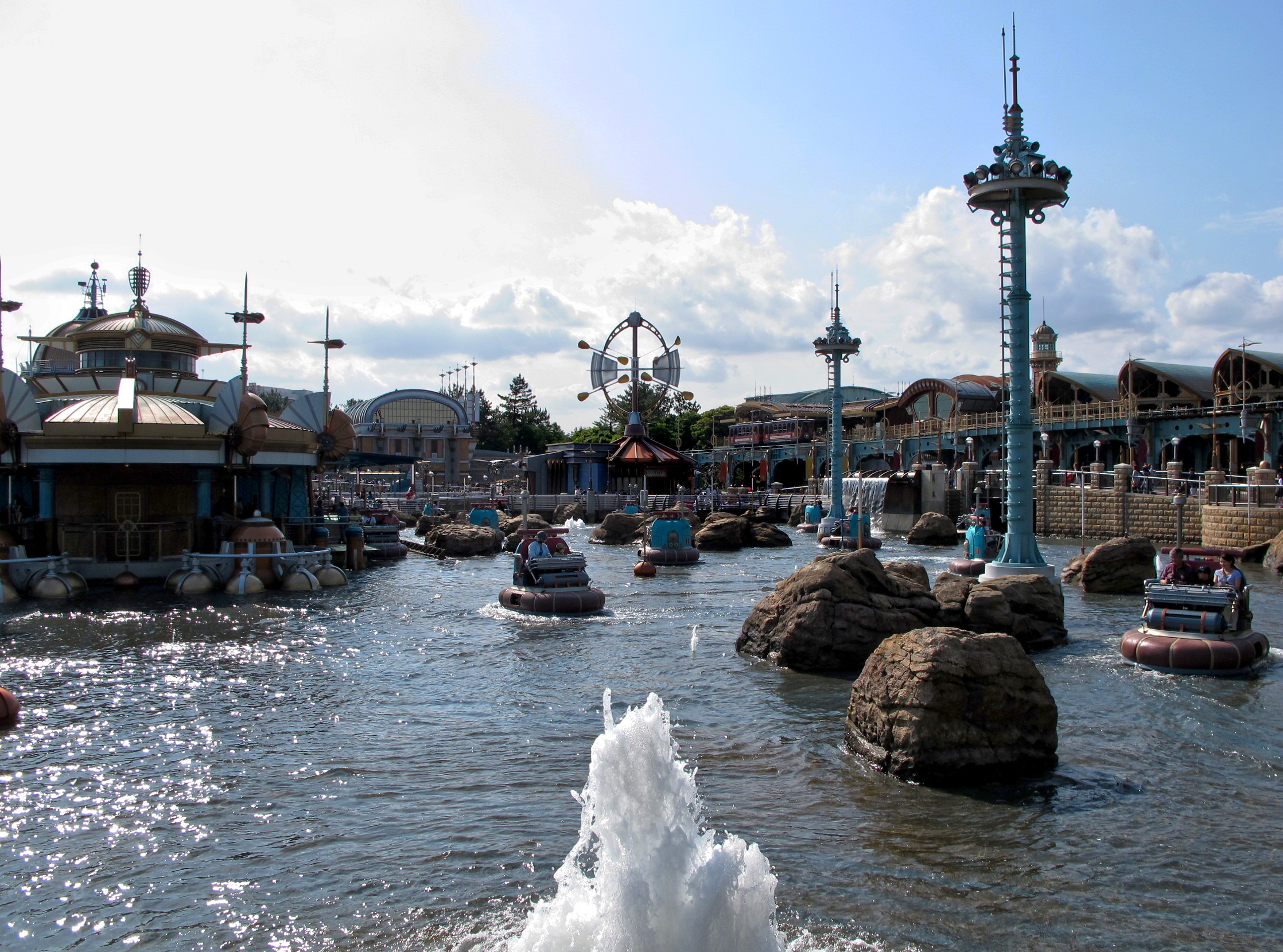
Port Discovery perto do Aquatopia

Este "port of call" é saudado como a marina do futuro. Ele é às vezes chamado de "Tomorrowland" doTokyo DisneySea e é uma mistura entre o conceito do Discovery Bay na Disneyland, nunca construído, e o Discoveryland na Disneyland Park (Paris). Abriga 'Center for Weather Control', e mais três atrações: StormRider, um simulador em grande escala, Aquatopia, um atração com barcos que usa o rastreamento LPS (a tecnologia 'sem rota' também usada no Pooh's Hunny Hunt na Tokyo Disneyland) para se mover e girar no lago em meio a quedas de água e rodamoinhos e o DisneySea Electric Railway, DisneySea Electric Railway, um bonde elétrico acima da terra que transporta os passageiros de e para a American Waterfront.

### American Waterfront

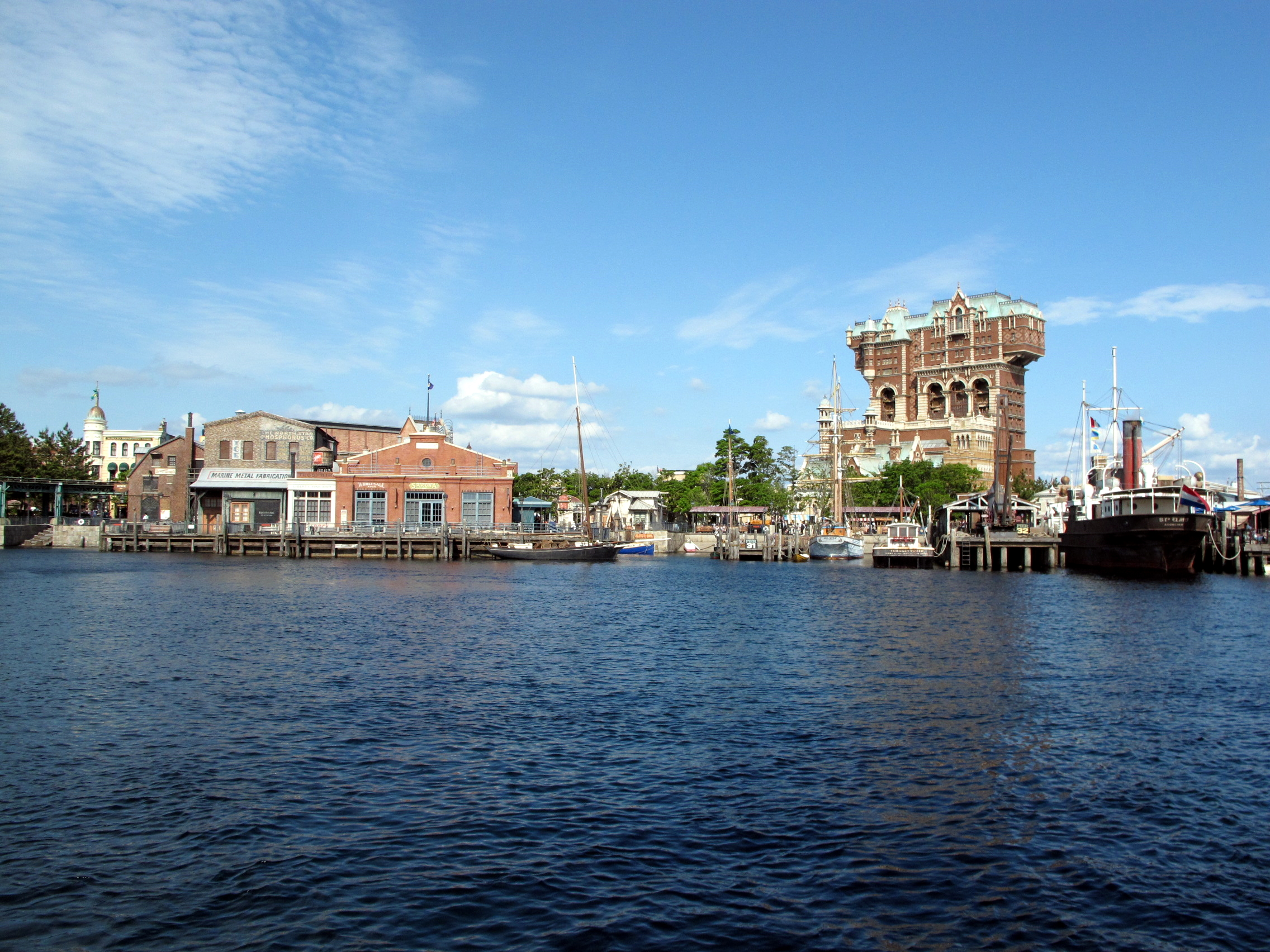
New York Harbor

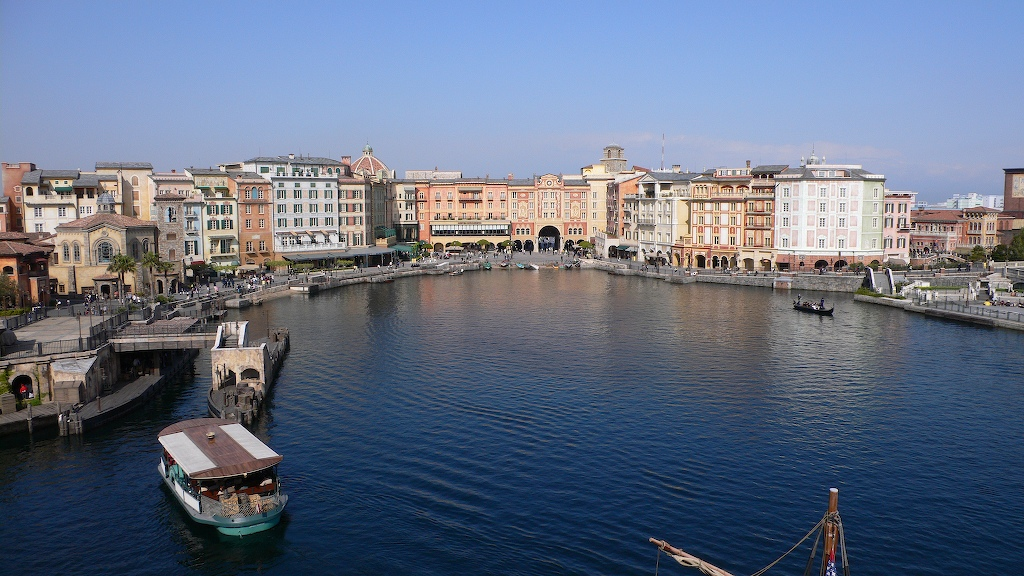
Mediterranean Harbor

Este "port of call" representa a costa nordeste dos Estados Unidos no início do século XX. Ele apresenta duas áreas temáticas, uma seção "Old Cape Cod" e uma seção "New York Harbor" com história elaborada. Esta terra é dominada pelo grande navio de passgeiros SS Columbia, que é geralmente o local de vários shows e eventos. Um restaurante também se localiza no navio. Os visitantes têm a opção de andar no "Big City Vehicles" que circulam pelas ruas desta área. Ele também conta com o DisneySea Electric Railway, que leva os passageiros do The American Waterfront para Port Discovery. Este porto é o local para muitos dos shows ao vivo do parque, entre eles os shows apresentados no teatro temático da Broadway que atualmente apresenta o show "Big Band Beat", que conta com uma performance de swing hazz da década de 1940 por uma banda de integrantes com 20 cantores/dançarinos. A atração mais popular do porto é a versão japonesa do Tower of Terror, uma atração temática de queda livre com um enredo único que é muito diferente das histórias de outras versões da mesma atração. Recentemente, uma nova versão do Turtle Talk foi colocada nesta terra.

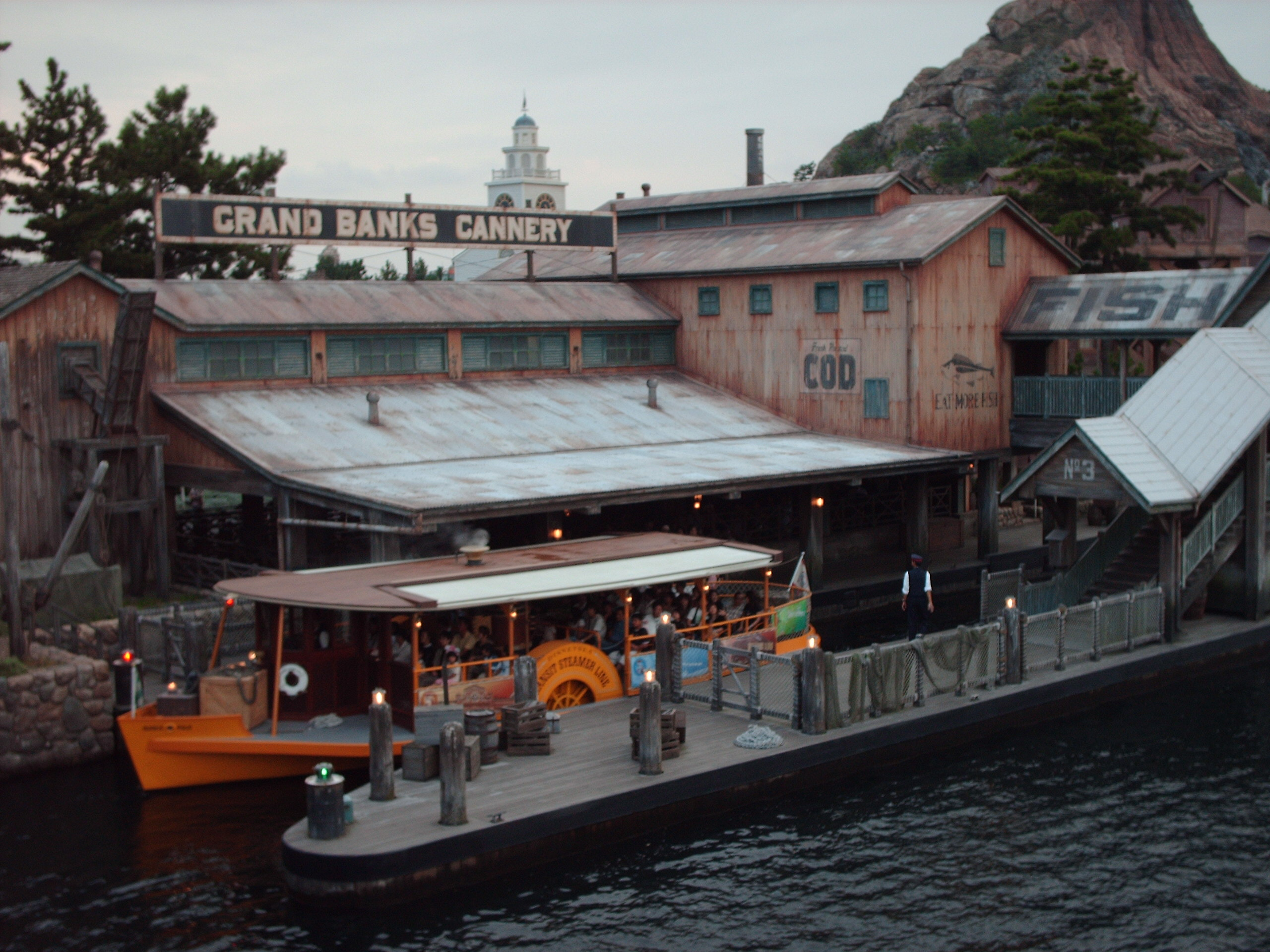
Cape Cod

Toy Story Mania é uma atração temática interativa 4-D localizada no American Waterfront em uma nova área chamada de Toyville Trolley Park.  É uma das atrações mais avançadas tecnologicamente desenvolvidas pela Walt Disney Imagineering e foi inspirada na animação Toy Story, da Dinsey Pixar. A atração inaugurou em 9 de julho de 2012. Os visitantes colocam óculos 3-D durante a atração com veículos girando por ambientes virtuais baseados nos jogos de barraca clássicos. Há pistolas nos veículos para permitir aos visitantes atirar em alvos 3-D como se jogassem ovos ou atirassem e balões.

## Público
| 2008       | 2009       | 2010       | 2011       | 2012       | 2013       | Posição mundial |
| ---------- | ---------- | ---------- | ---------- | ---------- | ---------- | --------------- |
| 12 498 000 | 12 004 000 | 12 663 000 | 11 930 000 | 12 656 000 | 14 084 000 | 4               |

## Prêmios
Em 2002, o Tokyo DisneySea ganhou um prêmio Thea da Themed Entertainment Association pelo conceito, projeto e construção do parque temático. O prêmio foi apresentado no El Capitan Theater em Hollywood, Califórnia.

## Símbolos
Os dois símbolos do parque são o DisneySea AquaSphere – uma fonte de água com um modelo gigante da terra – na praça de entrada, e o vulcão gigante, Monte Prometheus, localizado no centro do parque. O Monte Prometheus e o Castelo da Cinderella, no Tokyo Disneyland, o outro parque no resort, têm exatamente a mesma altura.